# София Вилхелмина фон Саксония-Кобург-Заалфелд
София Вилхелмина фон Саксония-Кобург-Заалфелд (на немски: Sophie Wilhelmine von Sachsen-Coburg-Saalfeld; * 9 август 1693 в Заалфелд; † 4 декември 1727 в Рудолщат) от рода на Ваймерските Ернестински Ветини е принцеса от Саксония-Заалфелд и чрез женитба княгиня на Шварцбург-Рудолщат.
Тя е дъщеря на херцог Йохан Ернст фон Саксония-Кобург-Заалфелд (1658 – 1729) и втората му съпруга Шарлота Йохана (1664 – 1699), дъщеря на граф Йосиас II фон Валдек-Вилдунген.
София Вилхелмина се омъжва на 8 февруари 1720 г. в Заалфелд за княз Фридрих Антон фон Шварцбург-Рудолщат (1692 – 1744) от фамилията Дом Шварцбург, син на княз Лудвиг Фридрих I фон Шварцбург-Рудолщат и принцеса Анна София фон Саксония-Гота-Алтенбург.
Тя умира на 4 декември 1727 г. на 34 години в Рудолщат.

## Деца
София Вилхелмина има в брака си децата:
- Йохан Фридрих I (1721 – 1767), княз на Шварцбург-Рудолщат

∞ 1744 принцеса Бернардина (1724 – 1757), дъщеря на херцог Ернст Август I фон Саксония-Ваймар-Айзенах
- София Вилхелмина (*/† 1723)
- София Албертина (1724 – 1799)